# Boeing KC-46
Die Boeing KC-46 Pegasus ist ein in der Auslieferung befindliches Tankflugzeug für die U.S. Air Force und andere Luftstreitkräfte, das auf Basis der Boeing 767-2C die veralteten KC-135R und KC-10A ersetzen soll.

## Entwicklungsgeschichte

### Erste Pläne
Die Ursprünge der KC-46 lassen sich in die Zeit nach dem Ende des Kalten Krieges zurückverfolgen. In den 1990er-Jahren konkretisierten sich erstmals Überlegungen, die alternde KC-135-Flotte der U.S. Air Force zu ersetzen. Der US-Bundesrechnungshof empfahl 1996 in einer Studie, die Erneuerung voranzutreiben, da die Betriebs- und Wartungskosten steigen und die technischen Probleme der mittlerweile rund 35 Jahre alten Flugzeuge in nächster Zeit zunehmen würden. Die US-Luftwaffe sah nach einer eigenen Untersuchung aus dem Jahr 2001 (KC-135 Economic Service Life Study) aber keinen Grund zur Eile, weil die strukturelle Lebenserwartung von 36.000 Flugstunden bei der KC-135E und 39.000 bei der KC-135R noch bis ins Jahr 2040 reiche und wollte daher mit der Beschaffung neuer Tankflugzeuge bis 2012 warten.

### KC-767

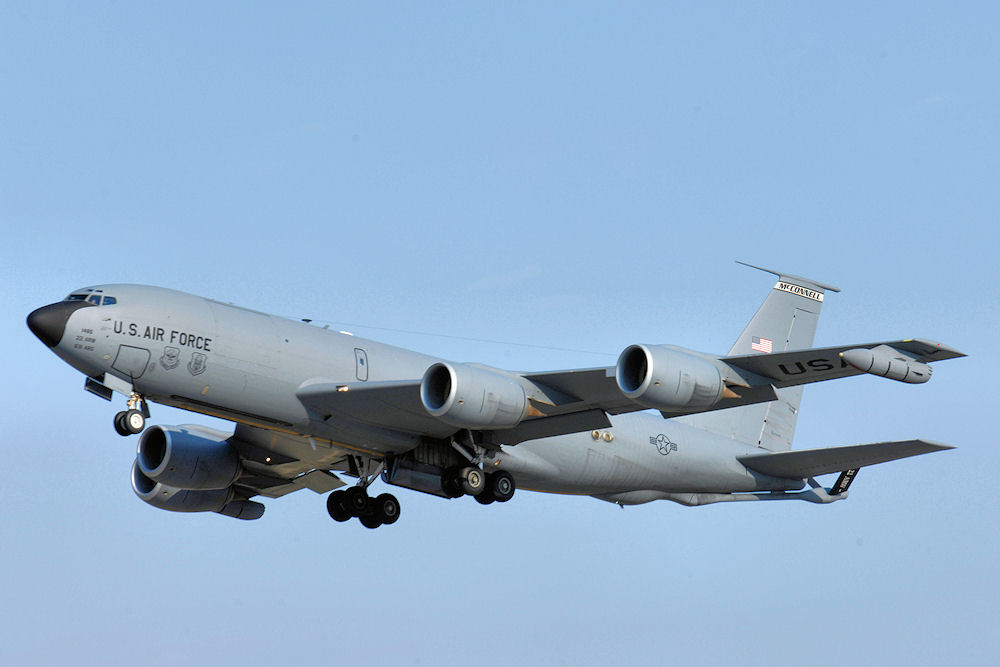
Zu ersetzender KC-135-Tanker der U.S. Air Force

Als Boeing der USAF ebenfalls im Jahr 2001 modifizierte B767-200ER als Tanker anbot, schwenkte die Luftwaffe um. Vorgesehen war, 100 KC-767 für die Dauer von sechs Jahren für rund 25 Milliarden US-Dollar zu leasen – mit einer Kaufoption nach dem Ablauf der Leasingzeit, deren Einlösung die Gesamtkosten auf rund 30 Milliarden Dollar gesteigert hätte. Die ersten vier Maschinen sollten ab 2006 geliefert werden, die letzten 20 ab 2011. Sie hätten nach und nach 133 der ältesten KC-135E-Modelle ersetzen sollen.
Dieses unübliche Geschäftsmodell, die womöglich zu hohen Kosten und der Meinungswandel der Luftwaffe waren in der Folge Gegenstand mehrerer Anhörungen im US-Kongress und im Senat. Als Kompromiss genehmigte der Kongress für das Haushaltsjahr 2004 das Leasing von 20 und den Kauf von maximal 80 KC-767. Dazu kam es jedoch nicht mehr, unter anderem weil Darleen A. Druyun, eine leitende Angestellte in der Beschaffungsabteilung der USAF, mit Boeing einen hoch dotierten Posten für sich ausgehandelt hatte, während sie gleichzeitig noch die Aufsicht über das Tankergeschäft ausübte. Druyun wurde am 1. Oktober 2004 wegen unrechtmäßiger Bevorzugung von Boeing zu einer neunmonatigen Haftstrafe verurteilt. Auch CFO Michael M. Sears und CEO Philip M. Condit von Boeing wurden später wegen Korruption und Untreue verurteilt. Boeing musste eine Strafe von 615 Mio. US-Dollar zahlen. Außerdem wurden im Februar 2005 mehrere führende Mitarbeiter des US-Verteidigungsministeriums beschuldigt, für das Leasingmodell in unzulässiger Weise geworben und den Zustand der KC-135-Flotte wissentlich falsch dargestellt zu haben. Daraufhin stoppte der Kongress das KC-767-Programm vorläufig, bevor Verteidigungsminister Donald Rumsfeld es im Januar 2006 für endgültig beendet erklärte.

### KC-X
Mittlerweile beanspruchten die US-Streitkräfte durch die anhaltenden Einsätze in Afghanistan und Irak die Tanker stärker als vorhergesehen, so dass ihre Erneuerung umso dringender erschien. Für die US-Luftwaffe wurde dieses Vorhaben nun immer wichtiger und stand ab Oktober 2006 ganz oben auf der Prioritätenliste.
Mit der Veröffentlichung einer Anfrage (Request for Information, RFI) begann am 25. April 2006 formal der zweite Anlauf zur Modernisierung der Tankerflotte, mit dem Namen KC-135 Tanker Replacement Program (KC-X).
Am 25. September folgte der erste Entwurf für eine Ausschreibung (Request for Proposal, RFP), in dem die Anforderungen an das zukünftige Tankflugzeug der USAF festgehalten sind. Geplant ist die Beschaffung von 179 KC-X. Sie sollen wie die KC-135 und KC-10 auch als Transportflugzeug für Fracht und Truppen eingesetzt werden können, durch moderne Technik aber wesentlich flexibler und leistungsfähiger als die Vorgänger sein.
Die endgültige Fassung des RFP sollte ursprünglich am 15. Dezember 2006 erscheinen, am 6. Dezember verschob die Luftwaffe den Veröffentlichungstermin auf Ende Januar 2007, um mehr Zeit für Änderungen zu haben. Die Ausschreibungsunterlagen erschienen schließlich am 30. Januar 2007. Interessenten hatten bis zum 12. April Zeit, ihre Vorschläge einzureichen. Die einzigen Bewerber waren Boeing und Northrop Grumman, die beide am 10. April 2007 ihre Angebote abgaben und sie bis zum 3. Januar 2008 mehrmals überarbeiteten. Boeing bewarb sich wiederum mit seiner KC-767. Ende September 2006 brachte der Hersteller zwischenzeitlich die B777 als KC-777 ins Spiel, um ebenfalls ein größeres Flugzeug anbieten zu können. Mitte Februar 2007 entschied sich Boeing jedoch, den KC-767 Advanced Tanker ins Rennen zu schicken, der diesmal auf der neuen Frachterversion B767-200LRF (Long Range Freighter) basieren sollte, wobei die Cockpit-Avionik von der Boeing 787 abgeleitet wird und die Tanksonde ein überarbeitetes Modell der KC-10 Extender darstellt. Northrop Grumman bot in Zusammenarbeit mit der europäischen EADS ein Tankflugzeug auf Basis des Airbus A330-200 an, das in Mobile, Alabama, produziert werden sollte und vorläufig KC-30 genannt wurde. Die Luftwaffe ließ im November 2006 die Bezeichnung KC-45A für den neuen Tanker reservieren.
Am 29. Februar 2008 gab die Luftwaffe Northrop Grumman als Gewinner des Wettbewerbs bekannt. Die Serienproduktion hätte demnach 2010 starten können und die erstmalige Einsatzbereitschaft der KC-45A wäre im Jahr 2013 erreicht worden. Boeing legte allerdings am 11. März 2008 beim US-Rechnungshof Government Accountability Office (GAO) Protest gegen diese Entscheidung ein, dem dieser am 18. Juni stattgab. Das GAO empfahl daher, das Bieterverfahren mit den beiden bisherigen Bietern neu zu starten. Das daraufhin neugestartete Bieterverfahren wurde am 10. September 2008 vom Pentagon vorläufig abgebrochen. Damit verzögerte sich die Nachfolge für die KC-135 zunächst weiter.
Im Februar 2011 gab das Pentagon schließlich bekannt, dass nach Auswertung der Angebote nun das Design von Boeing, die zukünftige KC-46A, zum Zug kommen soll. Ausschlaggebend für das Angebot von Boeing waren die geringeren Anschaffungs- und Wartungskosten, womit man die geringe Tankkapazität gegenüber der KC-45 ausgleichen konnte.
Das KC-X-Programm hat ein geschätztes Volumen von 35 Milliarden US-Dollar und deckt die Erneuerung eines Drittels der rund 600 Tanker der US-Luftwaffe ab, der Ersatz der übrigen Flugzeuge soll durch die anschließenden Programme KC-Y und KC-Z erfolgen. Selbst bei planmäßigem Verlauf blieben die letzten KC-135 bis etwa 2043 im Dienst und wären dann über 80 Jahre im Einsatz. Der mit der US-Luftwaffe ausgehandelte Vertrag sieht einen Festpreis für die zu liefernden Flugzeuge vor, zusätzliche Kosten gehen also direkt zulasten des Herstellers Boeing.
Die endgültige KC-46A basiert auf dem neuen Frachter 767-2C, wird also eine Variante der 767-200ER sein. Dieses Flugzeug ist um 2 m verlängert und weist ein gesteigertes maximales Gesamtgewicht von gut 188.000 kg auf. Weitere Elemente sind der Frachtboden und eine seitliche Frachtluke, ein Display-System, welches auf dem der 787 basiert, Zusatztanks und Vorbereitungen für die Anbauten der Betankungsvorrichtungen am Flügel (Sonde und Fangtrichter) sowie unter dem Heck (Tankausleger).
Das sogenannte „Critical Design Review“ erfolgte im Sommer 2013, in dieser Zeit stellte die US Air Force das Detachment 1 der 418th Flight Test Squadron (FTS) am Boeing Field für die militärische Erprobung des Flugzeugs auf.
Am 25. September 2015 absolvierte die KC-46A Pegasus erfolgreich den Jungfernflug.

### Erprobung und Beschaffung
Im Januar 2014 war mit der Montage des vierten und letzten Testflugzeuges begonnen worden. Der weitere Zeitplan hatte vorgesehen, Tests mit allen vier Testmaschinen am Boden und Testflüge im Jahr 2014 durchzuführen, die erste Maschine Anfang 2016 auszuliefern und insgesamt 18 Maschinen bis August 2017 an die US Air Force zu liefern.
Der Erstflug eines Testflugzeuges ohne Luftbetankungssystem fand am 28. Dezember 2014 statt, der Erstflug einer Maschine mit Betankungssystem am 2. Juni 2015. Die erste Luftbetankung mit dem Boom wurde im Januar 2016 an einer General Dynamics F-16 durchgeführt, im Februar folgte das Schlauchsystem mit einer McDonnell Douglas F/A-18 als Empfänger. Am 2. März 2016 absolvierte der zweite Prototyp seinen Erstflug. Nach den insgesamt sechs Prototypen hob der erste Serientanker am 5. Dezember 2017 zu seinem Erstflug ab und die US Air Force akzeptierte formell die Auslieferung am 10. Januar 2019.
Ende 2018 bot Airbus den Streitkräften über eine Kooperation mit Lockheed den Tanker A330 MRTT erneut an.

### Nutzung (United States Air Force)
Offiziell erfolgte die Übergabe der ersten Auslieferung und Indienststellung am 25. Januar 2019 auf der McConnell Air Force Base in Kansas für das 22nd Air Refueling Wing. Die Abnahme der KC-46 wurde durch die US-Luftwaffe bis April 2019 jedoch zweimal verweigert. Inspektoren des Militärs entdeckten Fremdkörper und vergessenes Werkzeug und Schrauben in geschlossenen Abteilungen wie den Flügelpartien des Flugzeugs. Die Gesamtverluste des Programms für Boeing belaufen sich Stand Anfang 2021 auf rund 5 Milliarden Dollar.
Die US Air Force führt die Erstausbildung der Piloten in Oklahoma auf der Altus Air Force Base (AFB) durch. Die erste Ausbildungsstaffel, die 56th Air Refueling Squadron, wurde im August 2016 aufgestellt. Weitere Standorte sind seit Januar 2019 die McConnell AFB in Kansas, seit August 2019 die Pease Air National Guard Base in New Hampshire, seit Juni 2020 die Seymour Johnson Air Force Base (Air Force Reserve) und seit November 2021 die Joint Base McGuire-Dix-Lakehurst in New Jersey. Zuletzt kam im Oktober 2023 die Travis Air Force Base als erster Stationierungsort an der Westküste hinzu. Am 27. September 2024 wurde die letzte McDonnell Douglas KC-10 „Extender“ der United States Air Force auf der Travis AFB zugunsten der KC-46 außer Dienst gestellt.
2022 führte die United States Air Force Testflüge durch, bei denen lediglich ein Pilot an der Steuerung saß – statt normalerweise zwei Piloten – und ein Bediener den Tankausleger steuerte. Ein Fluglehrer befand sich lediglich als Beobachter an Bord. Ob diese Art von Operation unter bestimmten Umständen zum Tragen kommen soll, wurde nicht bekannt, die KC-46A wäre das erste Flugzeug dieser Größe, welches nur mit einem Piloten fliegen würde.
Während der Nutzung ergaben sich größere Probleme mit dem sogenannten Remote Vision System, welches über Kameras die Steuerung des Auslegers bei der Luftbetankung erleichtern soll. Dieses System ist in seiner ursprünglichen Ausführung mangelhaft, so dass die Bediener („Boom Operator“) teilweise nicht einmal das Ende des Auslegers sehen können. Weitere Probleme ergeben sich mit dem Tiefenempfinden; da die Bediener nicht mehr direkt auf das zu betankende Flugzeug schauen, tragen sie an den Arbeitsstationen Brillen, die einen 3D-Effekt erzeugen sollen. Da bisherige Versuche, diese Probleme zu beheben, fehlgeschlagen sind, entschied Boeing schließlich, das System komplett neu zu entwickeln. Zudem können bis auf weiteres keine Fairchild-Republic A-10 betankt werden, da der Ausleger der KC-46 einen Anpressdruck bei der Aufnahme im Flugzeug von etwa 1500 Pfund benötigt, die Aufnahme an der A-10 allerdings nach bisherigen Messungen bei Testflügen für maximal 650 Pfund ausgelegt ist und somit ohne eine Anpassung des Auslegers Beschädigungen an diesem Luftfahrzeugtyp befürchtet werden.
Ende 2024 wurde bekannt, dass die United States Air Force weitere 15 KC-46A Pegasus bestellt hat. Nach Angaben von Boeing wurden damit seit 2019 bisher 89 Maschinen an die Air Force ausgeliefert und vier an die Luftselbstverteidigungsstreitkräfte Japans. Im Februar 2025 wurden Risse bei neu ausgelieferten Maschinen festgestellt, sodass die United States Air Force entschied, alle bisher ausgelieferten Maschinen auf diese Beschädigungen zu kontrollieren. Boeing kündigte an, keine weiteren Maschinen auszuliefern, solange bis die Ursache gefunden sei.

## Nutzerstaaten

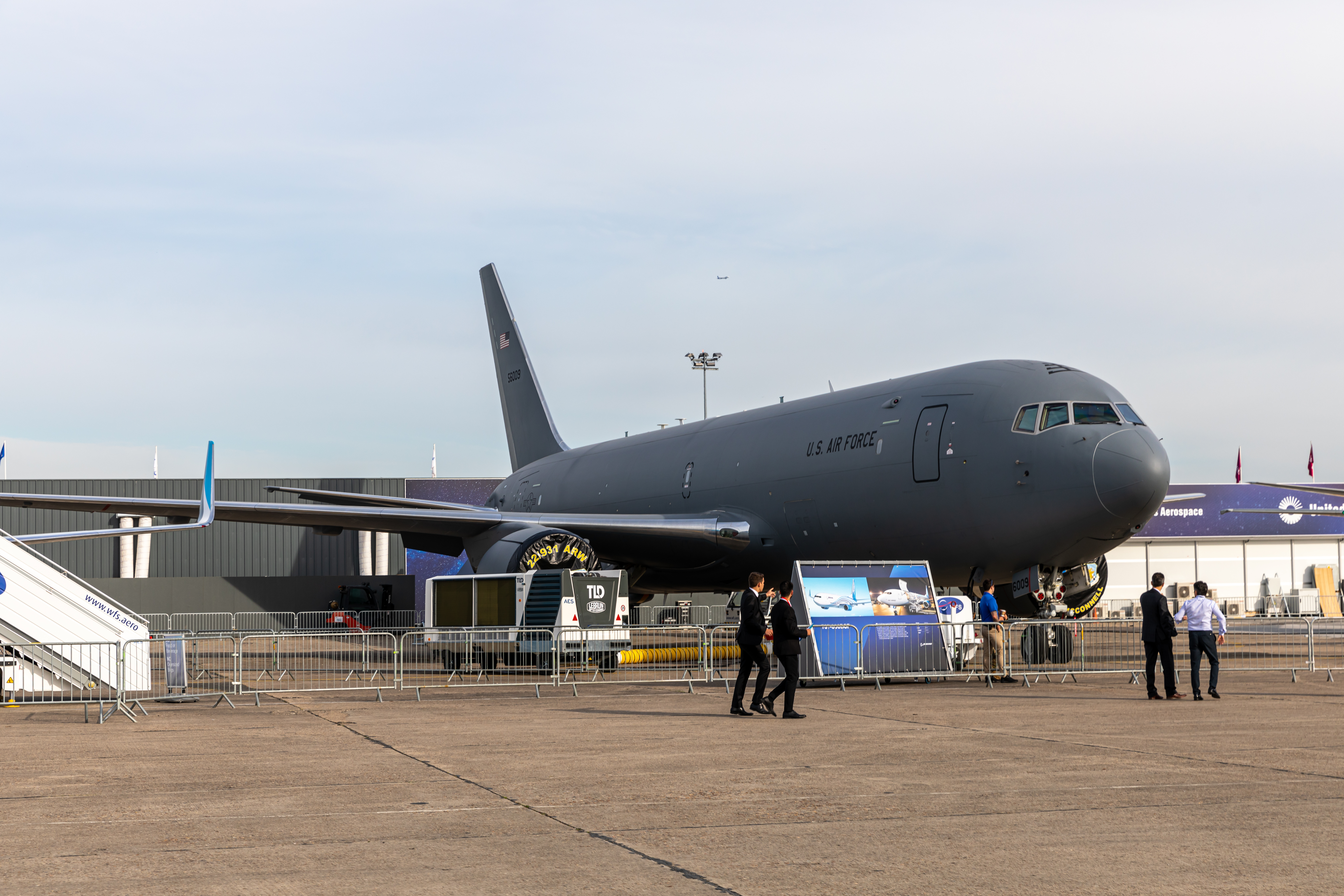
KC-46A auf der Pariser Luftfahrtschau 2019

### Beschafft oder Beschaffung geplant
Vereinigte Staaten
112 KC-46A
 Japan
6 KC-46A: Japans Luftselbstverteidigungsstreitkräfte beschaffen zur Verstärkung ihrer vier KC-767J sechs KC-46A, Auslieferung 2021 bis 2025, bis zu 9 weitere geplant.
 Israel
2 KC-46A: Israel unterschrieb Anfang 2021 einen Vorvertag für zunächst zwei Tankflugzeuge, langfristig sind bis zu acht Exemplare als Ersatz der KC-707 der Israelischen Luftstreitkräfte geplant.
 Polen
KC-46A: Beschaffung geplant.
 Türkei
Seit Mai 2025 gibt es Berichte, dass die türkischen Streitkräfte sich in Verhandlungen sowohl mit Boeing über die KC-46 als auch mit Airbus über den Airbus A330 MRTT befinden.

### Beschaffung geplant, aber nicht durchgeführt
Italien
2 KC-46A: Italien wollte zusätzlich zu seinen vier seit 2011 genutzten KC-767A zwei KC-46A (KC-767B) bestellen. Das Beschaffungsvorhaben wurde 2024 vorläufig auf Eis gelegt.
 Kanada
KC-46A: Beschaffung geplant, Entscheidung ist im April 2021 zugunsten des A330 MRTT gefallen.
 Indien
KC-46A: Beschaffung geplant, Hindustan Aeronautics wird mit Israel Aerospace Industries vorhandene Passagierflugzeuge umbauen.
 Südkorea
KC-46A: Beschaffung geplant, Entscheidung ist 2015 zugunsten des A330 MRTT gefallen.
 Vereinigte Arabische Emirate
KC-46A: Beschaffung geplant, Entscheidung ist 2019 zugunsten des A330 MRTT gefallen.

## Technische Daten
| Kenngröße                | Daten                                                                 |
| ------------------------ | --------------------------------------------------------------------- |
| Typ                      | Tankflugzeug, Passagier- und Frachttransport                          |
| Crew                     | 3 (15 Sitzplätze vorhanden, u. a. für Medevac-Flüge)                  |
| Länge                    | 48,50 m                                                               |
| Spannweite               | 47,50 m                                                               |
| Höhe                     | 15,50 m                                                               |
| Leermasse                | 82.377 kg                                                             |
| max. Startmasse          | 188.240 kg                                                            |
| max. Treibstoffkapazität | 96.297 kg (bis zu 94.198 kg zur Luftbetankung)                        |
| max. Frachtkapazität     | 29.484 kg bzw. 58 Passagiere oder 18 463L-Paletten                    |
| Triebwerke               | zwei Mantelstromtriebwerke Pratt & Whitney PW4062 mit je 282 kN Schub |
| Höchstgeschwindigkeit    | 915 km/h                                                              |
| Marschgeschwindigkeit    | 851 km/h                                                              |
| Reichweite               | 12.200 km                                                             |
| Dienstgipfelhöhe         | 12.200 m                                                              |